# Floydada
Floydada (Aussprache: /flɔɪˈdeɪdə/) ist eine City im Floyd County des Bundesstaates Texas in den Vereinigten Staaten. Bei der Volkszählung im Jahr 2020 hatte Floydada 2.675 Einwohner. Es ist der Verwaltungssitz (County Seat) des Floyd County und wird aufgrund des dort betriebenen Anbaus von Kürbissen auch als Pumpkin Capital USA bezeichnet.

## Lage
Floydada liegt in der Region Llano Estacado im Nordwesten von Texas, rund 70 Kilometer Luftlinie nordöstlich von Lubbock und 140 Kilometer südsüdöstlich von Amarillo. Benachbarte Städte sind Silverton im Norden, Matador im Osten, Dougherty im Südosten, Ralls im Süden und Lockney im Nordwesten.

## Geschichte

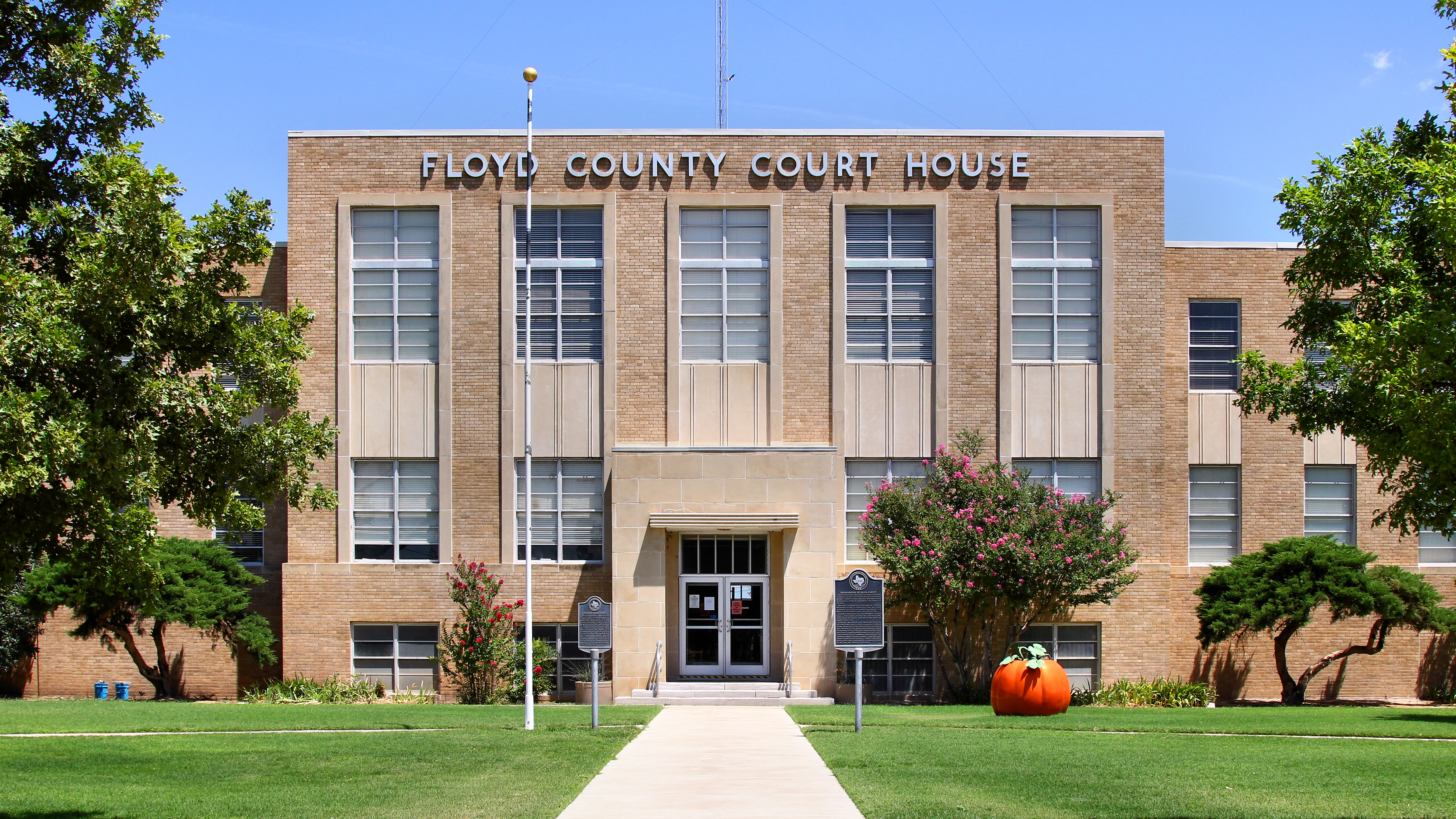
Floyd County Courthouse in Floydada

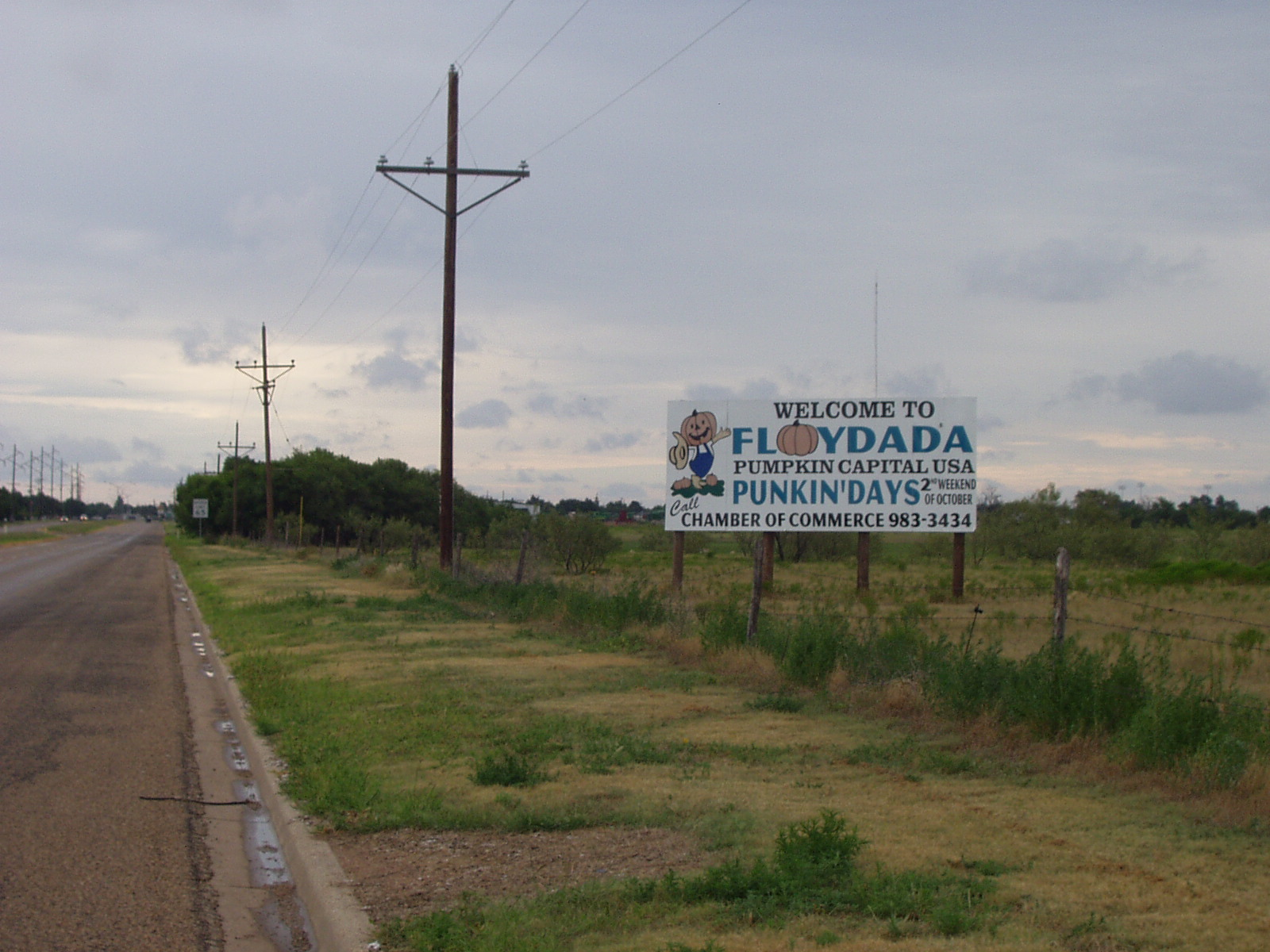
Ortseingangsschild von Floydada mit dem Stadtspitznamen „Pumpkin Capital“

Floydada wurde im Jahr 1890 von M. C. Williams auf einem etwa 260 Hektar großen Landstück des Ehepaares James und Caroline Price gegründet, die aus Jefferson City im Bundesstaat Missouri nach Llano Estacado gekommen waren. Bei der Gründung des Floyd County im gleichen Jahr wurde der Ort gegen die heutige Wüstung Della Plains als County Seat des neuen Bezirkes ausgewählt. Die Siedlung trug zunächst den Namen Floyd City, nach der Eröffnung einer Poststelle im Ort wurde der Name zu Floydada geändert, um Verwechslungen mit der im Hunt County liegenden Stadt Floyd zu vermeiden.
Die Stadt wuchs in den ersten Jahren nach der Gründung nur sehr langsam. Im Jahr 1910 wurde die Atchison, Topeka and Santa Fe Railway nach Floydada verlängert und im Jahr 1928 wurde die Quanah, Acme and Pacific Railway in die Stadt gebaut, sodass Floydada zu einem wichtigen Schienenverkehrsknotenpunkt wurde. Bei einem Stadtbrand wurde im Jahr 1911 die gesamte Stadt zerstört, sie wurde danach neu aufgebaut. Im Jahr 1918 fielen mehr als 50 Einwohner von Floydada einer Grippeepidemie zum Opfer.
Im Jahr 1950 hatte Floydada 3214 Einwohner und 92 Geschäfte. In den folgenden 20 Jahren stieg die Einwohnerzahl auf 4109 Einwohner an, im Jahr 1970 gab es in der Stadt 118 Geschäfte, ein Krankenhaus, 22 Kirchengebäude, eine öffentliche Bücherei und drei Parks. 1980 erreichte Floydada mit 4193 Einwohnern seinen Bevölkerungshöhepunkt, seitdem ist die Einwohnerzahl der Stadt konstant stark rückläufig. Der Schienenverkehr in Floydada ist mittlerweile vollständig eingestellt, jedoch erfüllt die Stadt aufgrund des dort liegenden Kreuzungspunktes zweier U.S. Highways noch immer Funktionen eines Verkehrsknotenpunktes.

## Bevölkerung

### Census 2010
Beim United States Census 2010 hatte Floydada 3038 Einwohner, die sich auf 1134 Haushalte und 807 Familien verteilten. 75,5 % der Einwohner waren Weiße, 4,3 % Afroamerikaner, 0,8 % amerikanische Ureinwohner; 17,9 % der Einwohner waren anderer Abstammung und 1,4 % hatten zwei oder mehr Abstammungen. Hispanics und Latinos machten 61,6 % der Gesamtbevölkerung aus. In 52,5 % der Haushalte lebten verheiratete Ehepaare, 14,3 % der Haushalte setzten sich aus alleinstehenden Frauen und 4,4 % aus alleinstehenden Männern zusammen. 39,3 % der Haushalte hatten Kinder unter 18 Jahren, die bei ihnen wohnten und in 30,5 % der Haushalte lebten Senioren über 65 Jahre.
Das Medianalter lag in Floydada im Jahr 2010 bei 35,9 Jahren. 30,9 % der Einwohner waren jünger als 18 Jahre, 7,9 % waren zwischen 18 und 24, 22,0 % zwischen 25 und 44, 23,4 % zwischen 45 und 64 und 15,8 % der Einwohner waren 65 Jahre oder älter. 49,0 % der Einwohner waren männlich und 51,0 % weiblich.

### Census 2000
Beim United States Census 2000 lebten in Floydada 3676 Einwohner in 1304 Haushalten und 980 Familien. 70,35 % der Einwohner waren Weiße, 4,13 % Afroamerikaner, 1,09 % amerikanische Ureinwohner, 0,14 % Asiaten, 22,20 % waren anderer Abstammung und 2,09 % waren mehrerer Abstammungen. 51,63 % der Gesamtbevölkerung waren Hispanics oder Latinos.
Zum Zeitpunkt der Volkszählung betrug das Medianeinkommen in Floydada pro Haushalt 25.429 US-Dollar und pro Familie 30.038 US-Dollar. Das durchschnittliche Pro-Kopf-Einkommen lag bei 12.431 US-Dollar. 24,7 % der Familien und 26,5 % aller Einwohner von Floydada lebten unterhalb der Armutsgrenze, davon waren 36,2 % unter 18 und 19,7 % über 65 Jahre alt.

## Wirtschaft und Infrastruktur

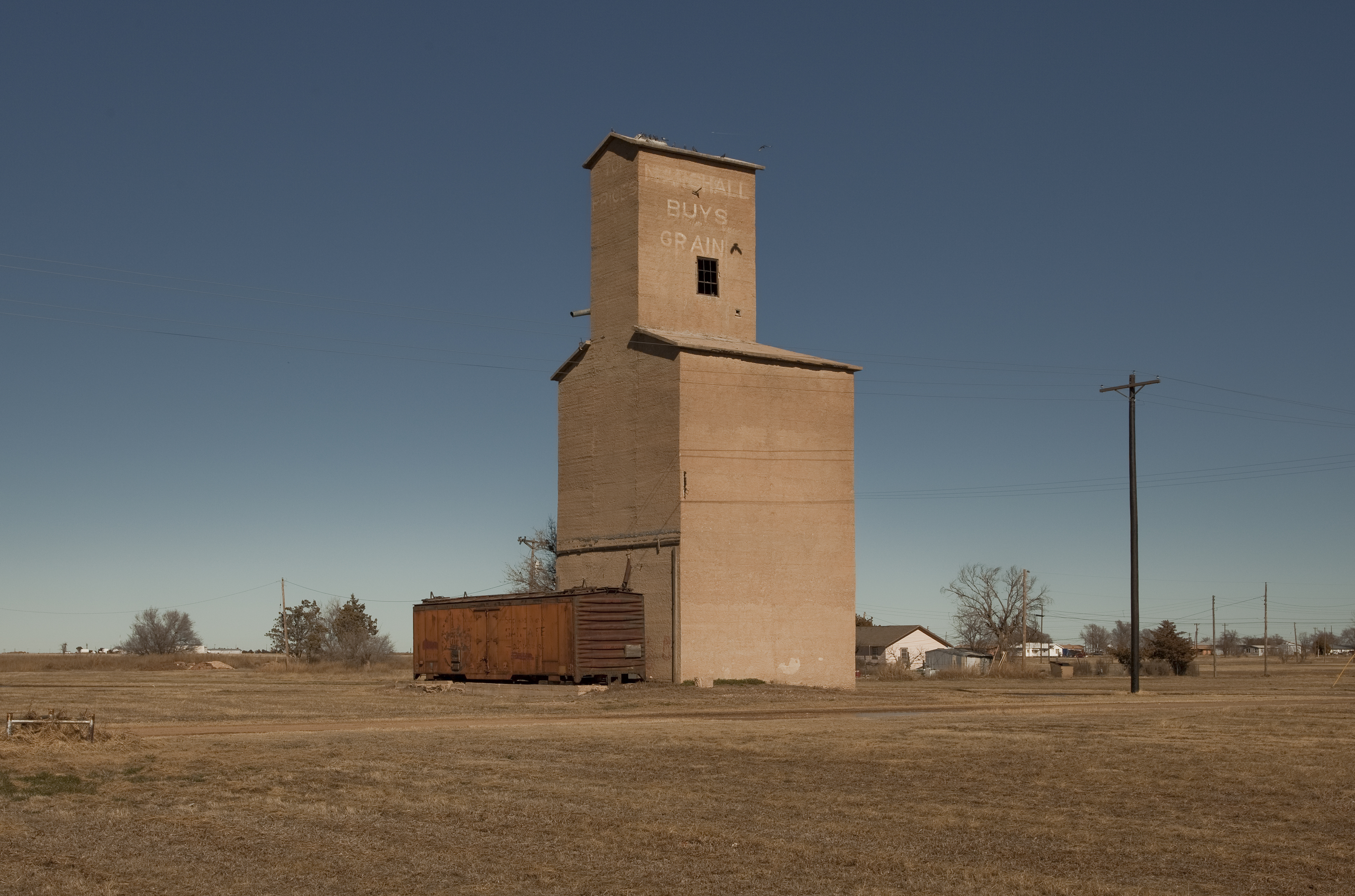
Stillgelegter Getreidespeicher in Floydada

Hauptwirtschaftsschwerpunkt ist in Floydada die Landwirtschaft. In der Region um die Stadt werden Baumwolle, Getreide, Gemüse und Sojabohnen angebaut sowie Vieh gehalten. Industrie ist insbesondere in Form von stahlverarbeitenden Unternehmen vorhanden.
Floydada liegt am Knotenpunkt der beiden U.S. Highways 62 und 70, über die die Stadt mit Amarillo, Lubbock und Wichita Falls verbunden ist. Der Texas State Highway 207 verläuft in Nord-Süd-Richtung durch Floydada. Rund 50 Kilometer nordwestlich der Stadt befindet sich eine Anschlussstelle an den Interstate 27 zwischen Amarillo und Lubbock.

## Persönlichkeiten
- Donald E. Savage (1917–1999), Paläontologe
- Don Williams (1939–2017), Country-Sänger und -Songwriter
- H. Jeff Kimble (1949–2024), Physiker